# 花よ踊れ
「花よ踊れ」（はなよおどれ）は、日本の歌手中森明菜の楽曲。この楽曲は中森の46枚目のシングルとして、2006年5月17日にユニバーサルシグマよりリリースされた（12cmCD: UMCK-5143、デジタル・ダウンロード）。

## 背景
「花よ踊れ」は、2006年6月21日リリースのスタジオ・アルバム『DESTINATION』からの先行シングルとして2006年5月17日にCDシングル (12cmCD: UMCK-5143)とデジタル・ダウンロードで同時発売された。この楽曲は、夏蓮が作詞し、羽場仁志が作曲を手掛け、上杉洋史が編曲した。また本曲は、日本テレビ系水曜ドラマ『プリマダム』のエンディング・テーマに使用された。同ドラマはバレエを題材にした中森出演の連続テレビドラマである。本人出演の連続テレビドラマのテーマソングとしては「オフェリア」以来およそ7年ぶりであった。このシングルのディスクジャケットは、中森の幼少時代のバレエ姿をイラスト化したものとなっている。「花よ踊れ」のミュージック・ビデオでは、このドラマで共演した神田うのが友情出演した。また、このミュージック・ビデオの監督は、井上強が担当した。このミュージック・ビデオは、2006年7月11日にiTunesにて配信された後、2007年6月リリースのカバー・アルバム『艶華 -Enka-』の初回限定盤AのDVDに収録された他、2009年7月リリースの映像作品『CLIP2002〜2007&MORE』にも収録された。本作のレコーディングは、WESTSIDEで行われた。
シングル盤「花よ踊れ」の2曲目として発表された「GAME」は、「花よ踊れ」に続きスタジオ・アルバム『DESTINATION』からのシングルカット楽曲であり、パチンコ台『CR中森明菜・歌姫伝説』（大一商会）のイメージソングで、同台には「GAME」のミュージック・ビデオが収められている。同曲は、工藤周の作詞と林田健司の作曲で、「花よ踊れ」でアレンジを手掛けた上杉とともに林田も編曲を担当した。「GAME」は、2006年7月31日放送のフジテレビ系音楽番組『HEY!HEY!HEY! MUSIC CHAMP』で披露され、楽曲提供した林田が、ゲストコーラスとギター奏者として中森と共演している。

## 批評
『CDジャーナル』は「花よ踊れ」の歌唱について、「ラテン系ホーンやギター、ホイッスルで盛り上がるなか、明菜の低音ヴォイスが響く。そんなヴォーカルは、孤独の中で咲き誇る花のイメージ。」と批評、「GAME」の楽曲的特徴については「復活後のサンタナのラテン・ロックを思わせるダンサブルな曲で、明菜全開だ」と批評した。

## チャート成績
この楽曲は、オリコン週間シングルチャートの2006年5月29日付で初登場し、最高順位23位を記録した。同チャートには、計6週にわたってランクインしている。

## 収録曲
| #         | タイトル                   | 作詞      | 作曲      | 編曲               | 時間  |
| --------- | -------------------------- | --------- | --------- | ------------------ | ----- |
| 1.        | 「花よ踊れ」               | 夏蓮      | 羽場仁志  | 上杉洋史           | 4:20  |
| 2.        | 「GAME」                   | 工藤周    | 林田健司  | 上杉洋史・林田健司 | 4:58  |
| 3.        | 「花よ踊れ」(Instrumental) |           |           |                    | 4:18  |
| 4.        | 「GAME」(Instrumental)     |           |           |                    | 4:58  |
| 合計時間: | 合計時間:                  | 合計時間: | 合計時間: | 合計時間:          | 18:34 |

## クレジット
「花よ踊れ」のライナー・ノーツより
| - 「花よ踊れ」 - コンピュータ・プログラミング & キーボード: 上杉洋史 - ギター: 日高恵一 - サックス: 竹上良成 - トランペット: 小林太 - トロンボーン: 中川英二郎 - コーラス: 高屋亜希那 - 「GAME」 - コンピュータ・プログラミング & キーボード: 上杉洋史 - ベース: 上杉圭弥 - コーラス: 林田健司 | - スペシャル・サンクス - 横山昭子Modern ballet studio - Recorded and mixed by 安達義規 (MIXER'S LAB) - Recorded and mixed at WESTSIDE - Mastered by 藤野成喜 (UNIVERSAL MUSIC K.k.) - Mastered at UNIVERSAL MUSIC MASTERING STUDIO #1 |